# うま吉
うま吉（うま吉、1991年 - ）は、日本の競馬予想家。人生が変わる無料競馬予想というウェブサイトを運営している。
穴馬予想に定評があり、特に追切りの観察眼に長けている。運営中のサイト内で毎週重賞レースの予想記事を公開している。また、ツイッターなどのSNSでも活躍中。

## 略歴
小学校低学年時にダビスタにハマる。
以降は週末の競馬中継、もしくはゲームで教養を深めるが、浅い知識のまま20歳を迎える。その後めきめきと競馬予想家としての頭角を現し、現在ではオンラインサロンで競馬を教えたりもしている。

## 活動内容
中央重賞、地方重賞の予想記事を執筆、またSNSなどで追切り評価なども展開している。また、最近では競馬に関する4コマ漫画なども連載中。